# Nicolas-Bernard Lépicié
Nicolas-Bernard Lépicié, né le 16 juin 1735 à Paris, où il est mort le 15 septembre 1784, est un peintre français.

## Biographie
Fils de deux graveurs, François-Bernard Lépicié (secrétaire perpétuel et historiographe de l’Académie royale de peinture et de sculpture) et Renée-Élisabeth Marlié, Nicolas-Bernard Lépicié étudie la gravure avec son père avant d’être forcé de quitter cet art, à cause de la faiblesse de sa vue, et de se tourner, vers 1751, vers la peinture, qu’il étudie sous la direction de Carle van Loo.
Ayant obtenu, en 1759, le deuxième prix du prix de Rome, il reste néanmoins en France. Agréé par l’Académie royale en 1764, avec La Descente de Guillaume le conquérant en Angleterre (Caen, abbaye aux Hommes), il peint ensuite, dans la même veine, Le Baptême du Christ (1765), Le Christ et les petits enfants (1767) et La Conversion de Saül (1767). Reçu membre de l’Académie et peintre du roi avec Achille et le Centaure en 1769, il passe professeur-adjoint en 1770, puis professeur en 1779. 
Lépicié a peint, en 1768, Adonis changé en anémone pour le pavillon de Trianon ; en 1770, Narcisse changé en fleur, le Martyre de saint André et le Martyre de saint Denis. 
En 1773, il peignit, pour l’École militaire : Saint Louis rendant la justice sous un chêne, et une Descente de croix ornant une des chapelles de la cathédrale de Chalon-sur-Saône. Il a peint quelques scènes familières et tracé un assez grand nombre de dessins d’animaux. Il a exposé La Politesse intéressée, connue aussi sous le titre de Les Bassesses de Zizi, au Salon de 1773. Il a dessiné des planches pour la suite de L’Histoire de France, qui a été continuée par Jean-Michel Moreau.
Souvent comparée à celle de Chardin et de Greuze,, la peinture de Lépicié a connu une grande vogue au XVIIIe siècle. À partir des années 1760, tout en continuant à peindre des sujets d’histoire, il se met à peindre des scènes de genre intimiste dans le style flamand qui rappellent Teniers le vieux et ter Borch. Dans les dernières années de sa vie, il se retire souvent à la campagne où il peint des scènes rustiques à la suite d’une crise religieuse qui l’amènera à modifier ou à supprimer certaines de ses œuvres contraires à sa nouvelle sensibilité,. Malade de la poitrine, il meurt avant sa cinquantième année, loué pour sa piété au moins autant que pour ses talents.
Dans son testament, il demande qu'on détruise ses études de femmes (trop dénudées).

## Œuvres

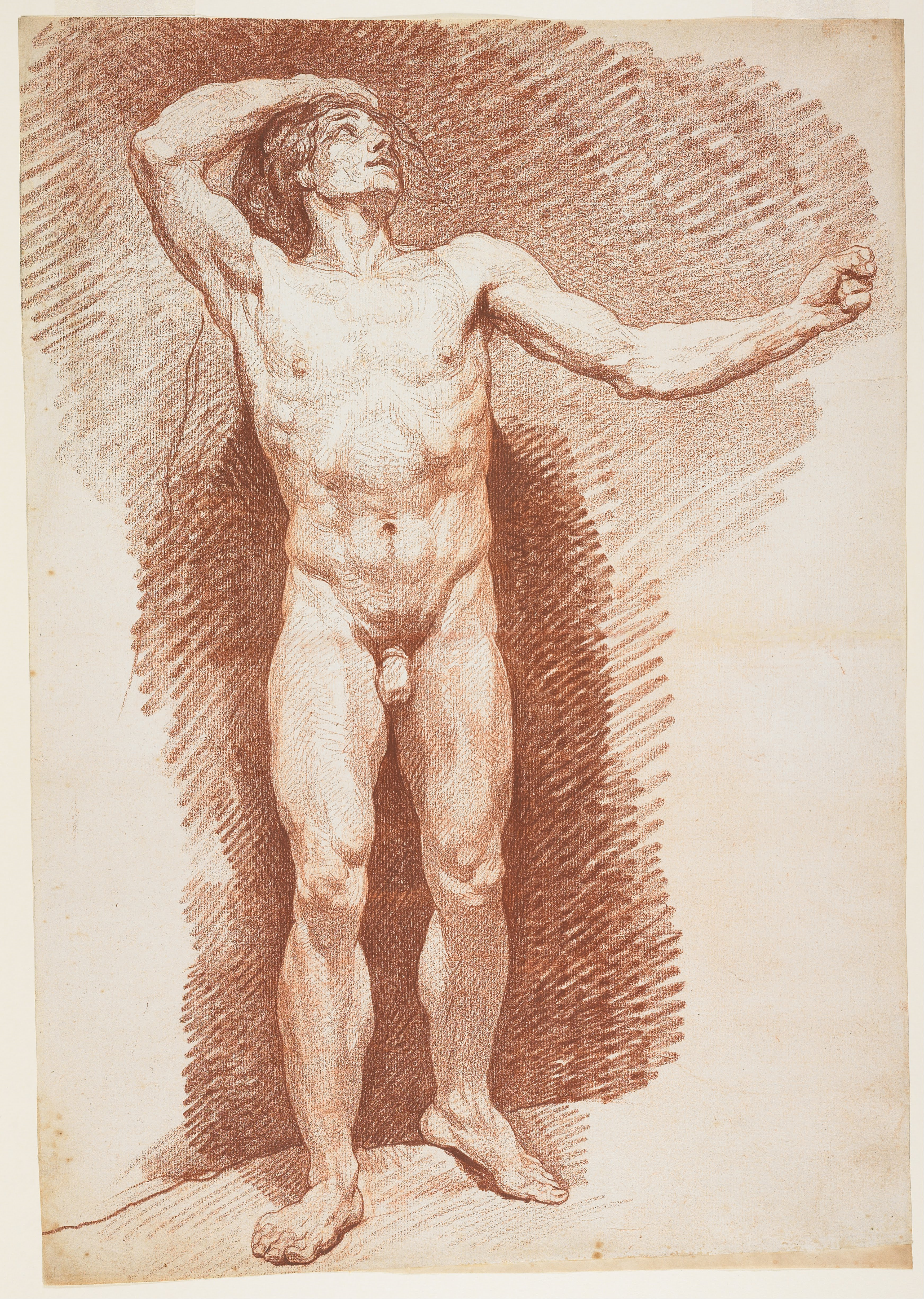
Nu debout, sanguine, Minneapolis Institute of Art.

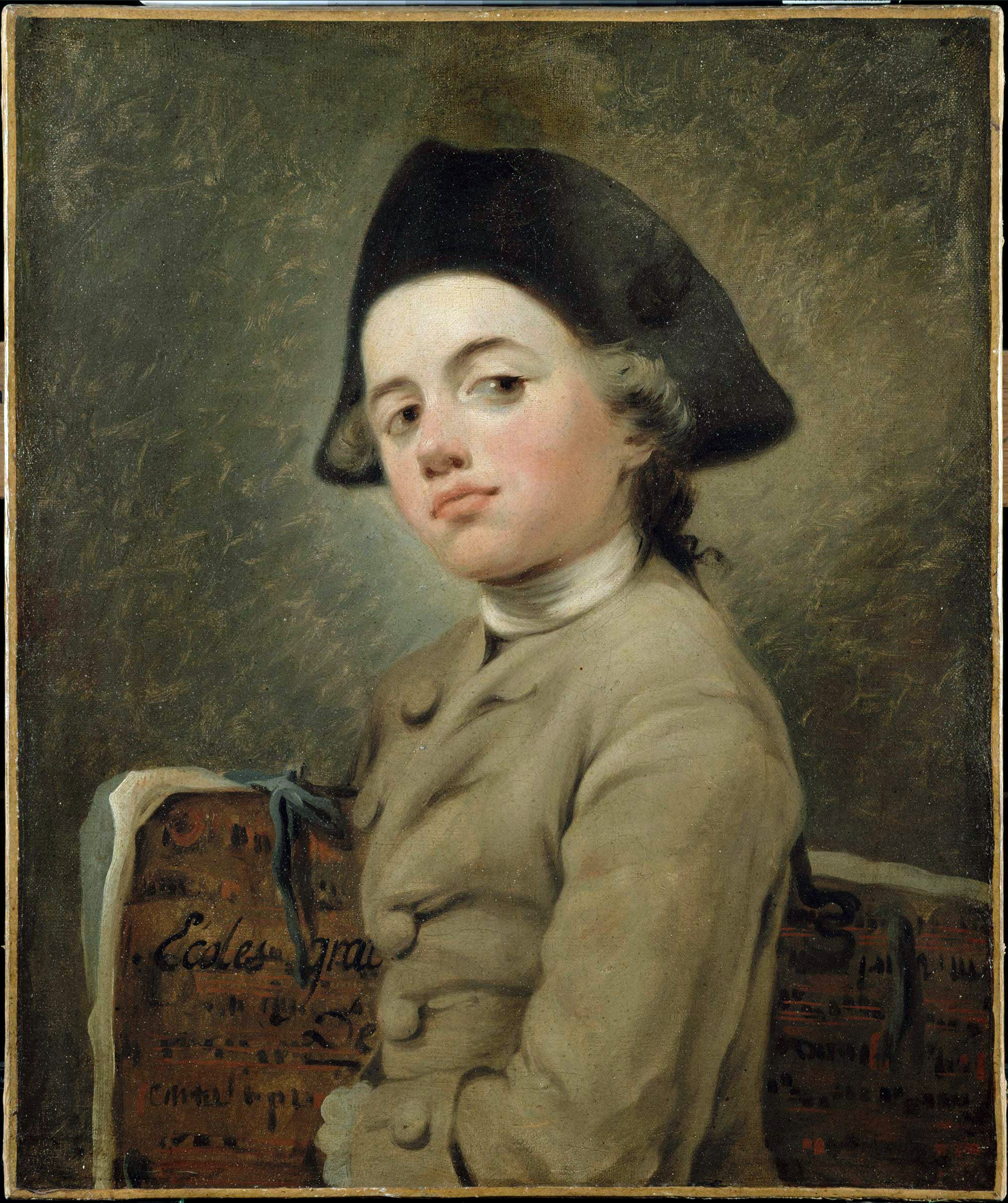
Le Dessinateur, Paris, musée du Louvre.

- Adonis changé en anémone, vers 1768, château de Versailles[9].
- Allégorie de la Paix, 1772, Musée Ingres-Bourdelle, Montauban [10]
- Antoine Charles Horace dit Carle Vernet (1758-1838), peintre et fils du peintre Joseph Vernet[9].
- Cour de ferme, 1784[9].
- La Demande accordée, Cherbourg-Octeville, musée Thomas-Henry[11].
- Régulus sort de Rome pour se rendre à Carthage, épisode tiré de l'histoire romaine, Carcassonne, musée des Beaux-Arts[11].
- Henri IV en dieu Mars, Pau, musée national du château de Pau[11].
- Le Martyre de saint Sébastien, Dijon, musée Magnin[11].
- Mathatias tue un juif idolâtre, Tours, musée des Beaux-Arts[11].
- Achille instruit dans la musique par le centaure Chiron, Troyes ; musée des Beaux-Arts[11].
- La Coiffe blanche[9].
- La Descente de Guillaume le conquérant en Angleterre, 1764[9].
- La Gouvernante[9].
- La Halle[9].
- La Piété de Fabius Dorsus, 1781, musée des Beaux-Arts de Chartres[9],[12].
- La Pourvoyeuse[9].
- La Ratisseuse[9].
- Le Baptême du Christ, 1765[9].
- Le Christ et les petits enfants, 1767[9].
- Le Courage de Porcia, femme de Junius Brutus[9].
- Le Départ du braconnier, Roanne, musée des Beaux-Arts et d'Archéologie Joseph-Déchelette[9].
- Le Petit dessinateur (Carle Vernet à 14 ans), 1772, huile sur toile, 41 × 33 cm, Paris, musée du Louvre, Paris[13].
- Le Lever de Fanchon[14], 1773, Saint-Omer, musée de l'hôtel Sandelin[9].
- Les Accords ou La promesse approuvée, huile sur toile, 1774, musée de Grenoble.
- L'Intérieur d'une douane, 1775, Madrid, musée Thyssen-Bornemisza[9].
- Narcisse changé en fleur de ce nom, 1770, musée national du château de Versailles ;
- La Politesse intéressée, signé et daté 1772, Salon de 1773, localisation inconnue[15], gravé sous le titre : Les Bassesses de Zizi[9].
- L'Astronome (Pierre Charles Le Monnier), 1777, Lisbonne, musée Calouste-Gulbenkian.
- Regulus retournant à Carthage, 1779, musée des Beaux-Arts de Carcassonne.
- Le Dessinateur, huile sur toile, 51 × 46 cm, Paris, musée du Louvre, Paris[16].
- Les Apprêts d'un déjeuner, huile sur toile, musée des Beaux-Arts de Rennes.
- Portrait de Marc-Antoine Quatremère et sa famille[9].
- Portrait d'homme[9].
- Têtes d'enfants[9].
- Tête de vieillard, Châteauroux, musée Bertrand.
- L'atelier du charpentier, vers 1780, Hartford, Wadsworth Atheneum
- L’Atelier du menuisier, vers 1755, retouché vers 1783, plume, encre brune, encre noire et lavis brun sur traits de pierre noire collé en plein sur carte, 28,2 x 22,8 cm, musée des Beaux-Arts d’Orléans[17].

Œuvres de Nicolas-Bernard Lépicié
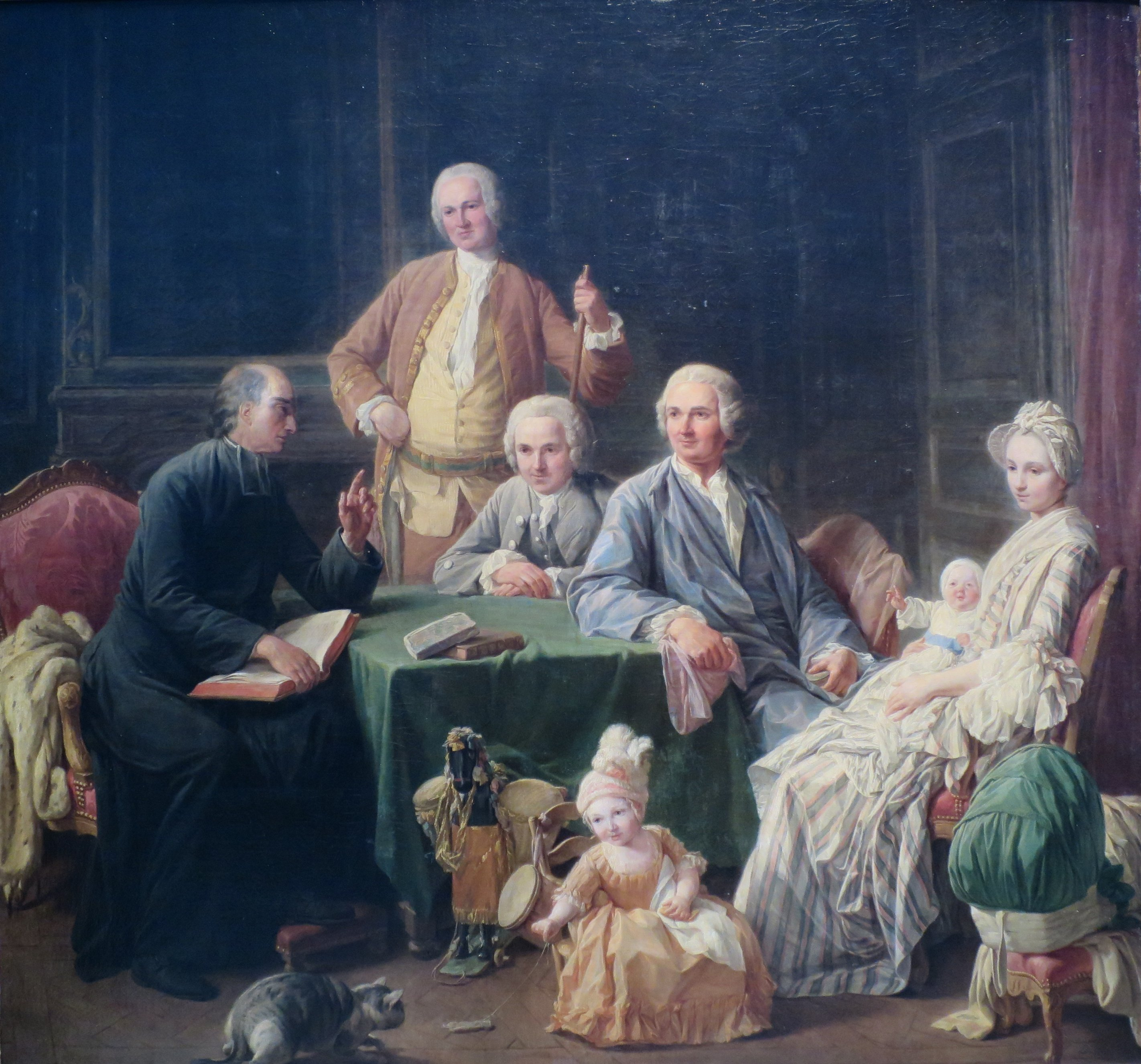
Portrait de la famille Leroy (1766), Moscou, musée Pouchkine.
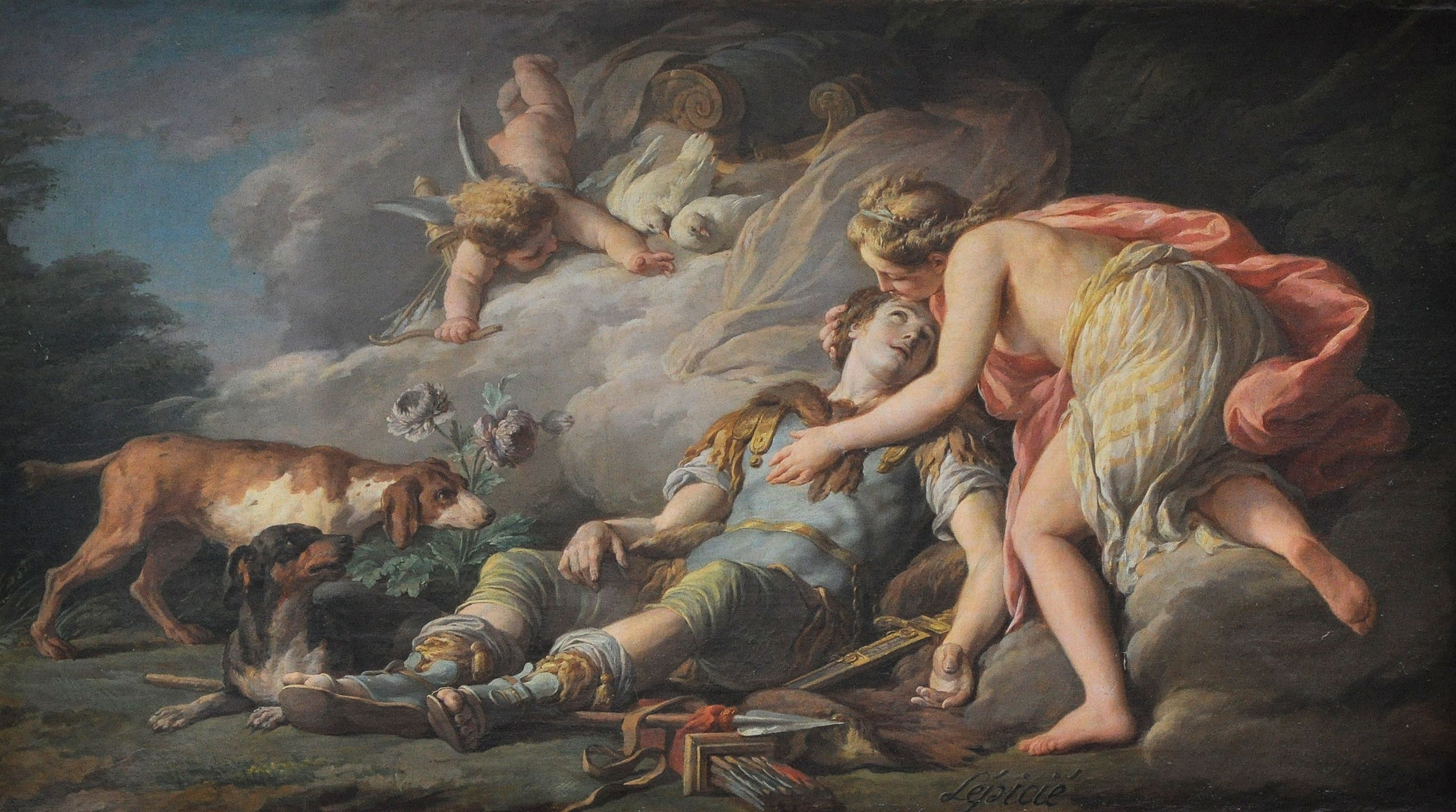
Adonis changé en Anémone (vers 1768), château de Versailles.
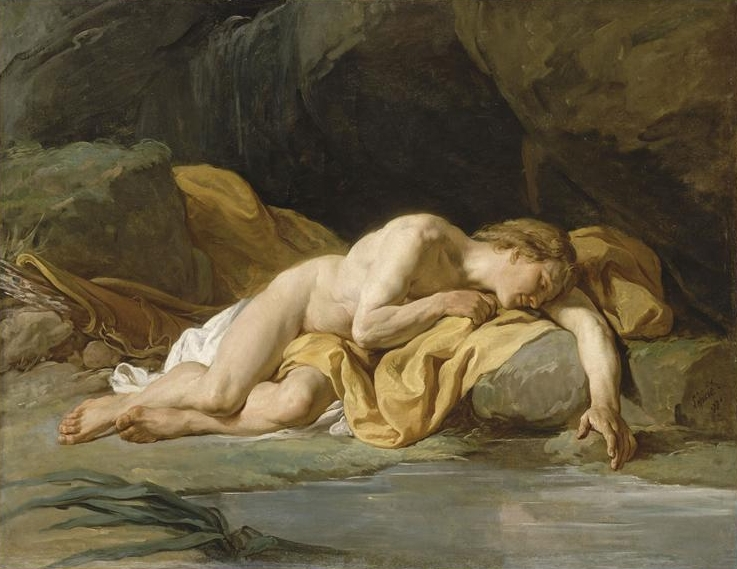
Narcisse (1771), Saint-Quentin, musée Antoine-Lécuyer.
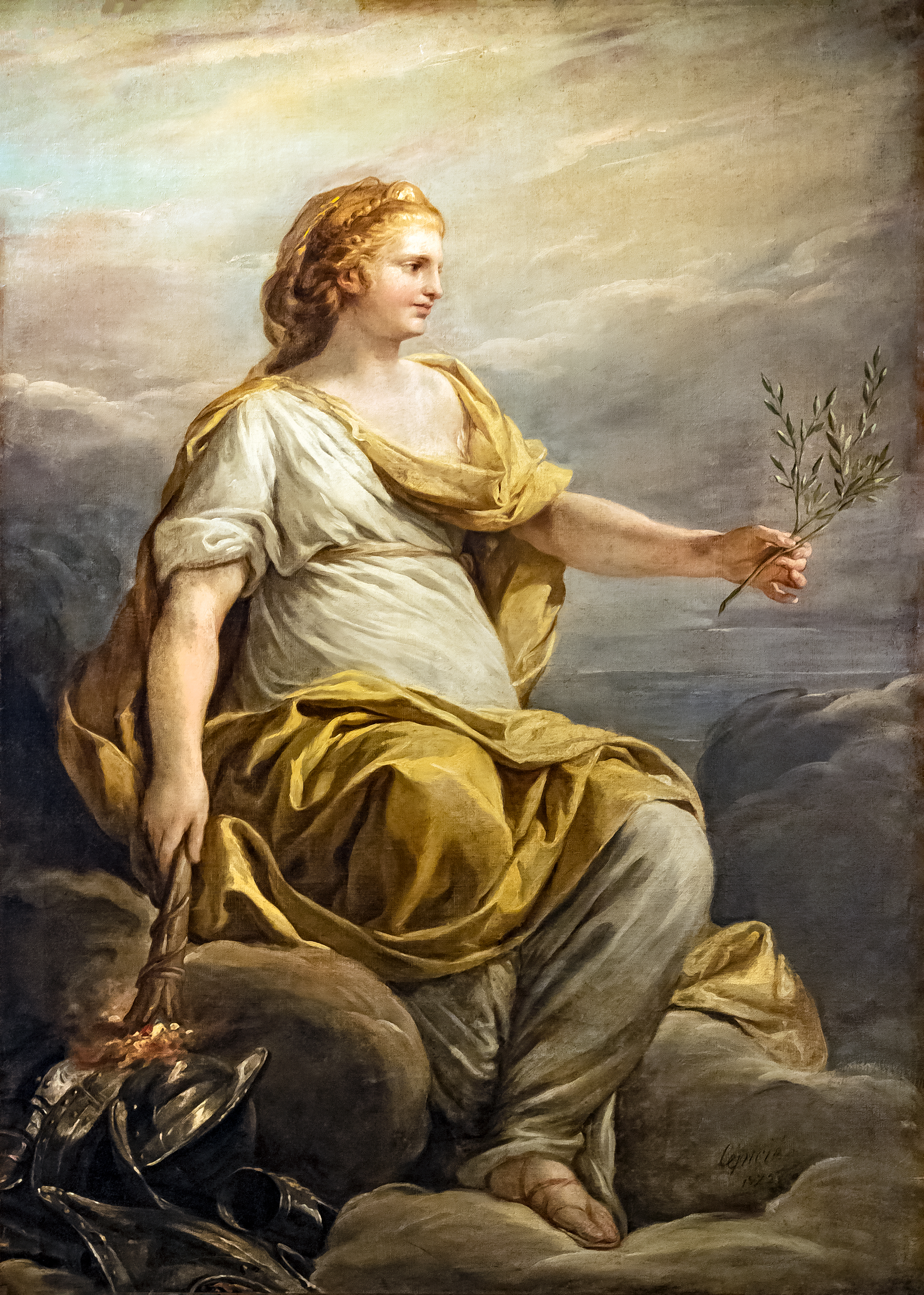
Allégorie de la paix  (1772) Montauban Musée Ingres-Bourdelle
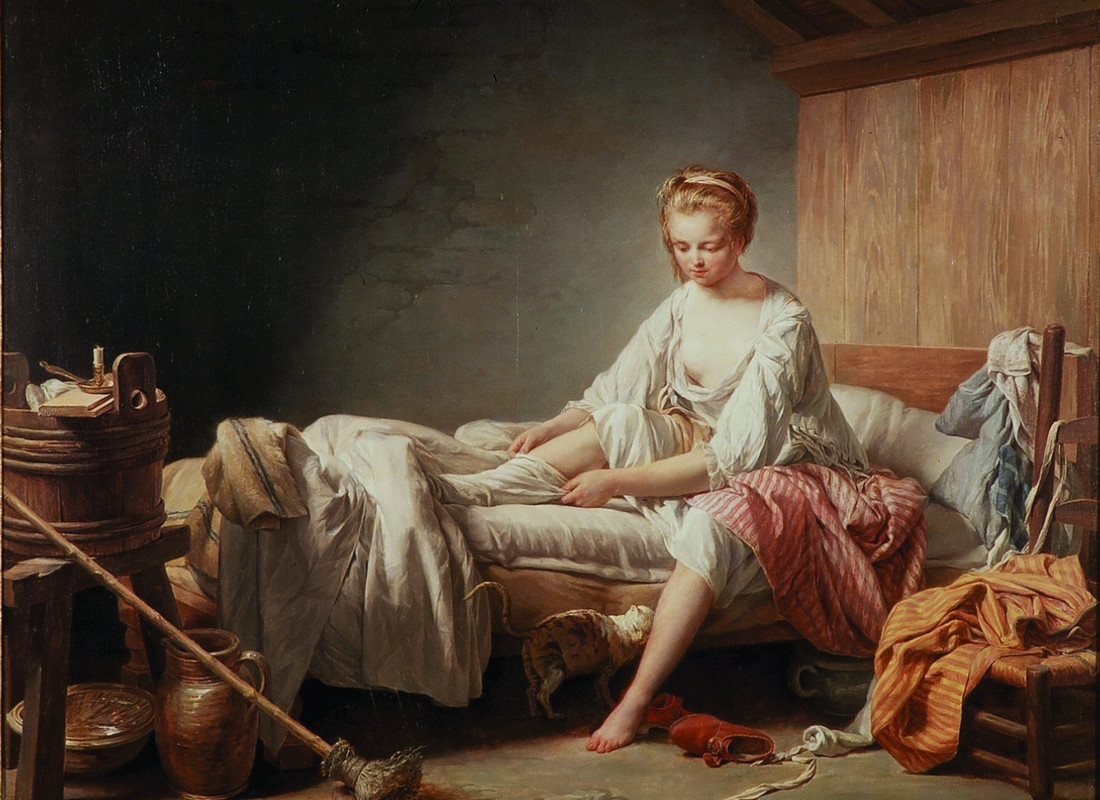
Le Lever de Fanchon (1773), Saint-Omer, musée de l'hôtel Sandelin.
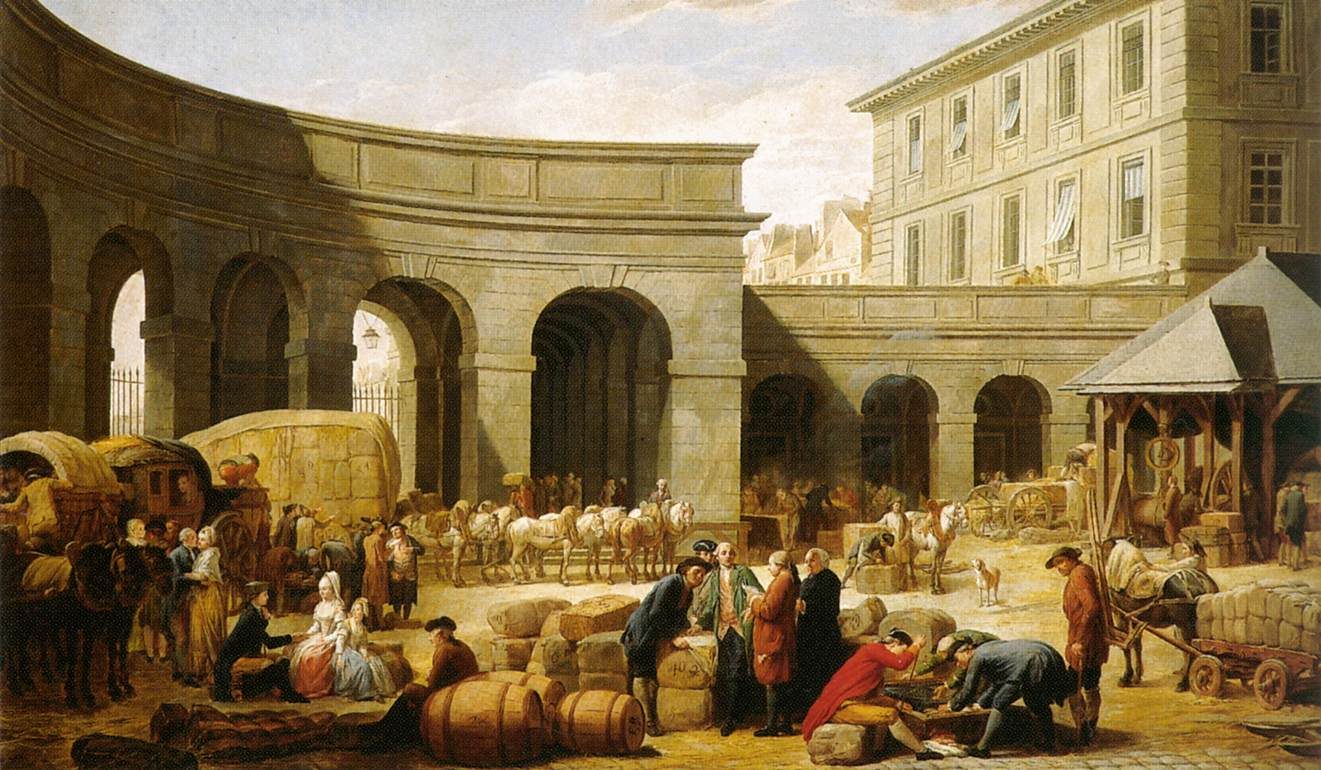
L'Intérieur d'une douane (1775), Madrid, musée Thyssen-Bornemisza.
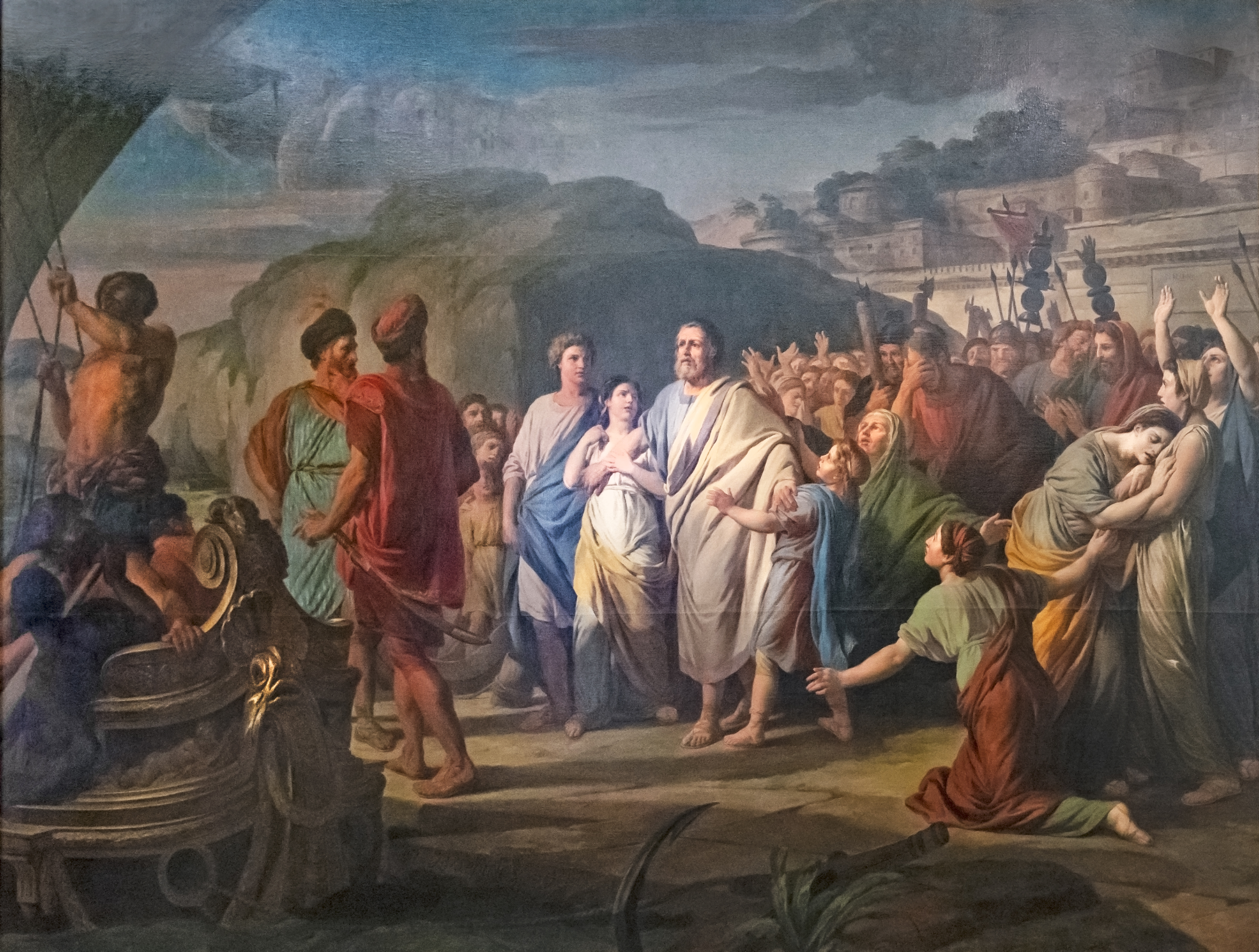
Regulus retournant à Carthage (1779), musée des Beaux-Arts de Carcassonne.